# Gergő Lovrencsics
Gergő Lovrencsics, född 1 september 1988 i Szolnok, är en ungersk fotbollsspelare som spelar för Ferencváros. Han representerar även Ungerns fotbollslandslag.